# Marine Rougeot
Marine Rougeot (* 8. Dezember 1986 in Bourg-Saint-Maurice) ist eine französische Biathletin.
Marine Rougeot lebt in Aime und startet für Peisey Vallandry. Sie betreibt seit 2000 Biathlon. Ihr Debüt im Junioren-Europacup gab sie 2004. Ihr erstes Großereignis wurden die Junioren-Europameisterschaften 2006 in Langdorf, bestes Ergebnis wurde der 17. Platz im Einzel. Nur einmal trat die Französin bei Junioren-Weltmeisterschaften an. In Martell belegte sie 2007 den 27. Rang im Einzel. Zur Saison 2007/08 rückte Rougeot in den Biathlon-Europacup auf. In Geilo wurde sie in ihrem ersten Sprintrennen 17. Erstes Ergebnis in den Top 10 wurde ein neunter Rang im Sprint von Obertilliach. Bestes Ergebnis bei den Biathlon-Europameisterschaften 2008 in Nové Město na Moravě wurde Platz elf im Einzel. In der Verfolgung wurde sie 21., im Einzel 31. und Sechste mit der Staffel. Kurz darauf gewann die Französin in Cesana San Sicario mit dem Sprint erstmals ein Europacup-Rennen. Ihr Weltcup-Debüt gab Marine Rougeot 2009 beim Sprint in Antholz.

## Platzierungen im Weltcup
Die Tabelle zeigt alle Platzierungen (je nach Austragungsjahr einschließlich Olympische Spiele und Weltmeisterschaften).
- 1.–3. Platz: Anzahl der Podiumsplatzierungen
- Top 10: Anzahl der Platzierungen unter den ersten zehn (einschließlich Podium)
- Punkteränge: Anzahl der Platzierungen innerhalb der Punkteränge (einschließlich Podium und Top 10)
- Starts: Anzahl gelaufener Rennen in der jeweiligen Disziplin

| Platzierung                      | Einzel | Sprint | Verfolgung | Massenstart | Staffel | Gesamt |
| -------------------------------- | ------ | ------ | ---------- | ----------- | ------- | ------ |
| 1. Platz                         |        |        |            |             |         |        |
| 2. Platz                         |        |        |            |             |         |        |
| 3. Platz                         |        |        |            |             |         |        |
| Top 10                           |        |        |            |             |         |        |
| Punkteränge                      |        |        |            |             |         |        |
| Starts                           |        | 1      |            |             |         | 1      |
| Stand: nach der Saison 2009/2010 |        |        |            |             |         |        |